# Louis Paul Boon
Pour les articles homonymes, voir Boon.
Œuvres principales
- Ma petite guerre (1946)
- La Route de la chapelle (1953)
- Été à Ter-Muren (1956)

Louis Paul Boon, né à Alost le 15 mars 1912 et mort à Erembodegem le 10 mai 1979, est un écrivain et poète belge d'expression néerlandaise. Considéré comme l'un des auteurs majeurs de langue néerlandaise du XXe siècle, il a délaissé la langue littéraire des Pays-Bas pour colorer son style de mots et d'expressions régionaux flamands. Vers la fin des années 1970, le nom de Boon a été avancé pour le Prix Nobel de littérature.
Autodidacte, son socialisme libertaire s'accompagne d'une grande diversité dans la technique romanesque et de nuances dans la psychologie de ses personnages, son style débraillé, mais parcouru d'un grand souffle, anime le monde chaotique que forment les fresques grises du monde ouvrier.

## Biographie
Lodewijk Paul Aalbrecht Boon est né à Alost dans une famille de la classe ouvrière. Il cesse l'école à l'âge de 16 ans pour travailler pour son père comme peintre automobile. Le soir et les week-ends, il étudie l'art à l'Académie des Beaux-Arts d'Alost, mais doit bientôt abandonner les cours par manque d'argent.
Boon se découvre un réel talent pour l'écriture et accepte un emploi comme journaliste, d'abord pour De Rode Vaan (1945-1946), puis Front (1946-1947) et De Vlaamse Gids (1948). Plus tard, il contribuera au journal Vooruit après s'être installé comme journaliste indépendant. Dans les années ultérieures, Boon répartit ses efforts entre un flot régulier de romans et des articles de presse pour Het Parool, De Zweep, Zondagspost et d'autres journaux et magazines.
L'héritage littéraire de Boon est varié, allant des articles journalistiques sur la politique et la société belges aux romans érotiques. Dans les romans historiques comme De Bende van Jan de Lichte, De zoon van Jan de Lichte, De Zwarte Hand et Pieter Daens, il présente de vastes fresques de l'oppression de la classe ouvrière en Flandre au XIXe siècle ; dans le controversé Geuzenboek, il évoque la domination espagnole des Pays-Bas au XVIe siècle. Presque tout l'œuvre de Boon est influencé par son profond engagement socialiste ; dans ses œuvres expérimentales et modernistes comme Vergeten straat, Boon projette une société idéale, mais, en même temps, fait part de ses doutes quant à la possibilité pour la nature humaine de réaliser pareille utopie.

## Prix
- 1942 : Leo J. Kryn-prijs pour De voorstad groeit
- 1957 : Henriette Roland Holst-prijs pour De kleine Eva uit de kromme Bijlstraat
- 1966 : Prix Constantijn Huygens pour l'ensemble de son œuvre
- 1972 : Multatuliprijs pour Pieter Daens, of Hoe in de negentiende eeuw de arbeiders van Aalst vochten tegen armoede en onrecht

## Œuvres
- 1939 : Het brood onzer tranen
- 1941 : De voorstad groeit
- 1944 : Abel Gholaerts
- 1946 : Vergeten straat
- 1946 : Mijn kleine oorlog Ma petite guerre, traduit par Marie Hooghe, Bruxelles, La Longue vue, coll. « La Pie sur le gibet », 1986  (ISBN 2-87121-007-1), réédition, Bordeaux, Le Castor astral, coll. « Bibliothèque flamande », 2004  (ISBN 2-85920-558-6)
- 1953 : De Kapellekensbaan La Route de la chapelle, traduit par Marie Hooghe, Lausanne, Éditions L'Âge d'Homme, coll. « Au cœur du monde », 1999  (ISBN 2-8251-1204-6) ; réédition, Lausanne, Éditions Noir sur Blanc, coll. « La bibliothèque de Dimitri », 2022  (ISBN 978-2-88250-654-2)
- 1955 : Menuet Menuet, traduit par Lode Roelandt, Bruxelles, Complexe, coll. « Le plat pays », 1973 (BNF 34848137) ; réédition, Bruxelles, Éditions Complexe, 2003  (ISBN 2-87027-961-2)
- 1956 : Niets gaat ten onder
- 1956 : De kleine Eva uit de Kromme Bijlstraat (poème narratif)
- 1956 : Zomer te Ter-Muren Été à Ter-Muren, Lausanne, Éditions L’Âge d’homme, 2002
- 1957 : De bende van Jan de Lichte
- 1961 : De zoon van Jan de Lichte
- 1966 : Dorp in Vlaanderen
- 1967 : Geniaal, maar met korte beentjes
- 1967 : Wat een leven
- 1969 : Over mijn boeken
- 1971 : Pieter Daens of hoe in de negentiende eeuw de arbeiders van Aalst vochten tegen armoede en onrecht
- 1972 : Mieke Maaike's obscene jeugd
- 1973 : Zomerdagdroom
- 1973 : De meisjes van Jesses
- 1974 : Davids jonge dagen
- 1975 : Memoires van de Heer Daegeman
- 1976 : De zwarte hand of het anarchisme van de negentiende eeuw in het industriestadje Aalst
- 1979 : Het Geuzenboek
- 1980 : Eros en de eenzame man
- 1989 : Vertellingen van Jo
- 2004 : Fenomenale Feminateek
- 2005 : Eenzaam spelen met Pompon

### Adaptations à l'écran
- 1982 : Menuet, film belgo-néerlandais réalisé par Lili Rademakers, adaptation du roman Menuet
- 1992 : Daens, film belge réalisé par Stijn Coninx, adaptation du roman Pieter Daens of hoe in de negentiende eeuw de arbeiders van Aalst vochten tegen armoede en onrecht. Le film est nommé pour l'Oscar du meilleur film en langue étrangère
- 2021 : Bandits des Bois, mini-série télévisée belge de langue flamande en dix épisodes réalisés par Maarten Moerkerke, Robin Pront et Pieter Van Hees, diffusée sur Netflix, adaptation du roman De Bende van Jan de Lichte